# Tringa flavipes
El archibebe patigualdo chico o playero menor de patas amarillas (Tringa flavipes), también conocido en Chile como pitotoy chico y en Venezuela como tigüi-tigüe chico, es un ave limícola de talla mediana, similar en apariencia a Tringa melanoleuca. Sin embargo, no está relacionado cercanamente a este, sino a Tringa semipalmata de apariencia menos similar, excepto por el plumaje del cuello, con un patrón fino y denso característico en su temporada reproductiva. Su hábitat reproductivo exclusivo lo constituyen los claros secos cerca de lagunas, estanques y campos inundados en las regiones boscosas boreales de Norteamérica, desde Alaska hasta Quebec.
Migra hacia el sur, desde la zona del golfo de México hasta el sur de América del Sur y existen algunos registros de su presencia en Europa oriental y Gran Bretaña.
Se alimenta en aguas someras, principalmente de insectos, pequeños peces y crustáceos, usando a veces su pico para revolver las aguas.
Su reclamo es más suave que el de Tringa melanoleuca.

## Galería de imágenes

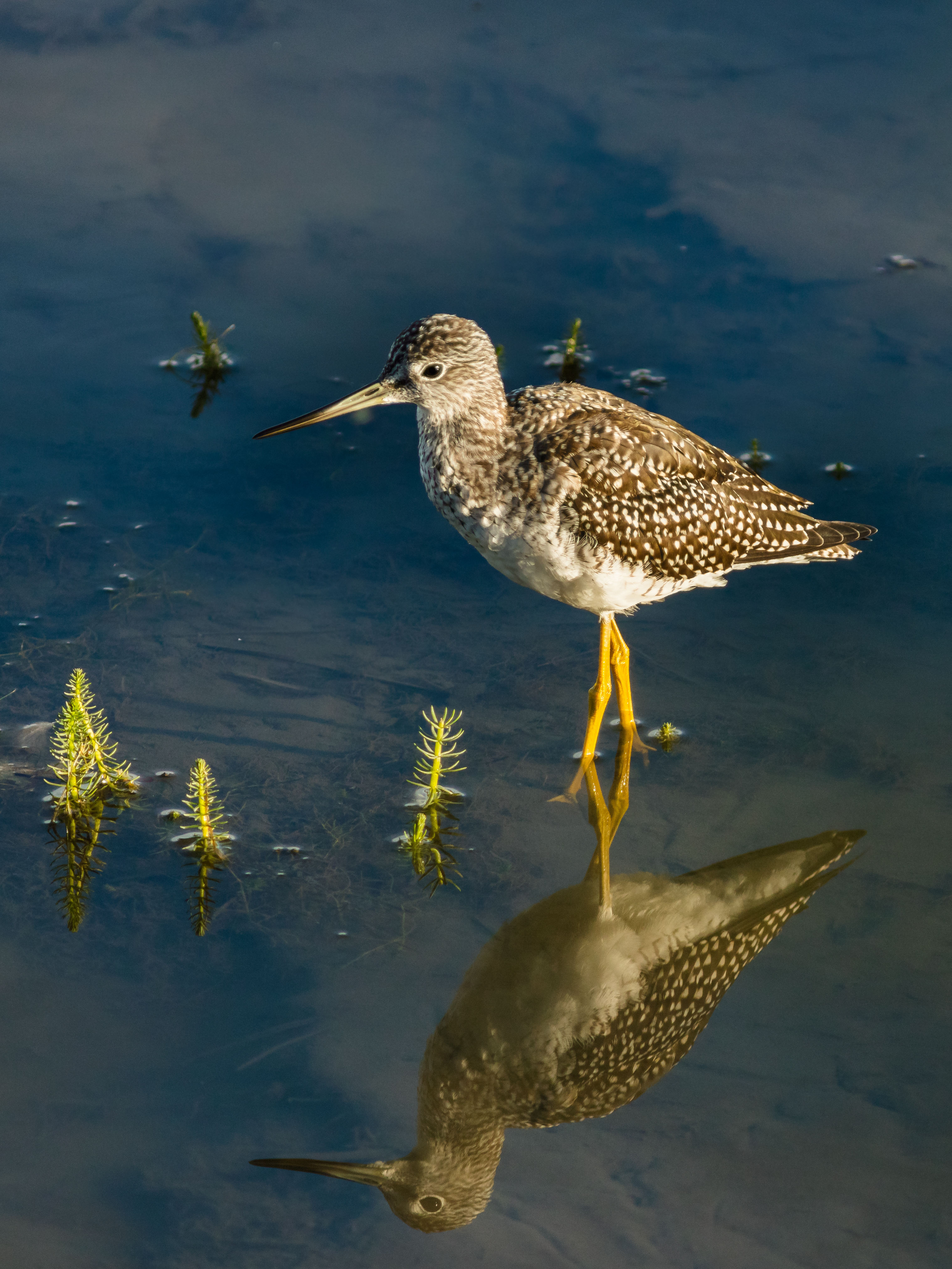
Ejemplar adulto en Alaska (Estados Unidos).
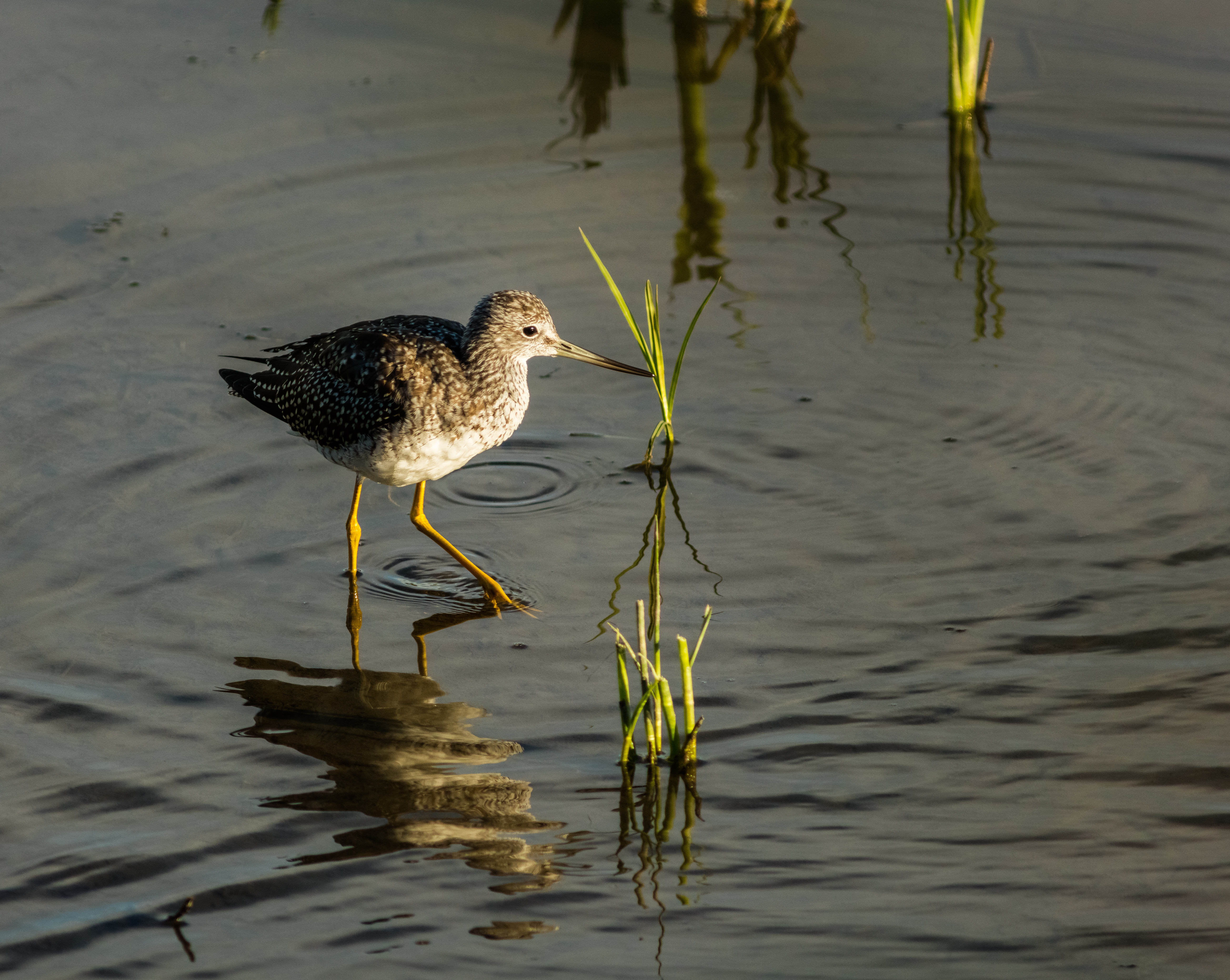
Desde otro ángulo.
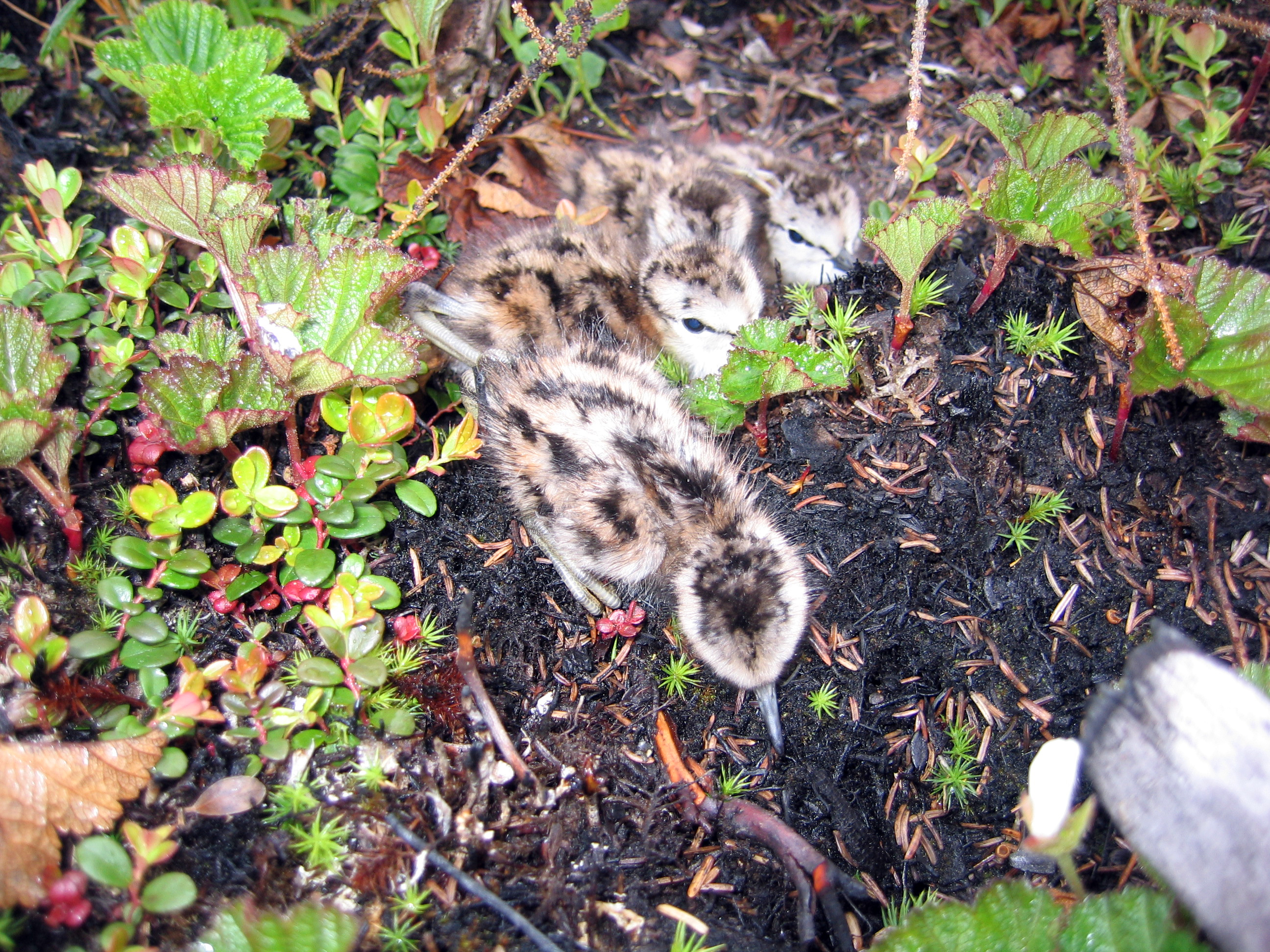
Polluelos.